# Play the Game (programa de televisión)
Play the Game, también conocido como Let's Play the Game, fue el primer programa de concursos emitido por una cadena de televisión en Estados Unidos. 
Play the Game esencialmente era una versión televisada del clásico juego de las charadas. Era presentado por el Dr. Harvey Zorbaugh, profesor de sociología educacional en la Universidad de Nueva York, y era transmitido por la cadena DuMont desde el 24 de septiembre hasta el 17 de diciembre de 1946, de 8:00 a 8:30 p. m. (hora del Este). Una versión anterior del programa había sido emitida a nivel local en Nueva York por WNBT (canal 1, predecesor de WNBC-TV) en 1941.
Aun cuando el programa era emitido por DuMont, el concurso era producido por ABC con tal de desarrollar equipos humanos antes de iniciar su ingreso oficial al mercado televisivo; en este sentido, éste fue el primer programa televisivo de la cadena ABC. WABC-TV en Nueva York transmitió episodios a nivel local durante 1948.
Los panelistas durante la emisión por DuMont incluían a celebridades como Ireene Wicker, Ray Knight y Will Mullin. También existían segmentos con participación del público, durante los cuales los televidentes podían llamar para entregar sus respuestas a las charadas que eran presentadas.